# Denis D'Amour

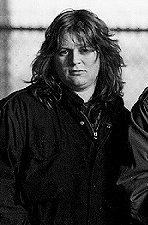
Piggy (1986)

Denis D'Amour (24 de setembro de 1959 – 26 de agosto de 2005) foi um músico canadense, mais conhecido como guitarrista e compositor da banda canadense de heavy metal Voivod sob o apelido "Piggy". D'Amour foi um dos fundadores do Voivod (juntamente com Michel Langevin) e permaneceu na banda até sua morte, em decorrência de um câncer colorretal.